# Мартовщук, Ксения Степановна
Ксе́ния Степа́новна Мартовщу́к (укр. Оксана Степанівна Мартовщук; 1912 год — 1989) — колхозница, звеньевая колхоза имени Сталина Жашковского района Киевской области. Герой Социалистического Труда (1948).
Родилась в 1912 году в крестьянской семье. С 1935 года работала в колхозе села Лемещиха Жашковского района Черкасской области. После войны была назначена звеньевой полеводческого звена колхоза имени Сталина Жашковского района. В 1947 году звено собрало более 40 центнеров зерновых с каждого гектара. За эти выдающиеся трудовые достижения была удостоена в 1948 году звания Героя Социалистического Труда.
С 1953 года работала на свиноводческой ферме.
Скончалась в 1989 году.

## Награды
- Герой Социалистического Труда — указом Президиума Верховного Совета СССР от 6 мая 1948 года
- Орден Ленина